# Selangor
Selangor er et sultanat på Malacca-halvøen, der indgår som en delstat i den malaysiske føderation – kendt som Malaysia.
- Wikimedia Commons har flere filer relateret til Selangor

3°20′N 101°30′Ø / 3.33°N 101.5°Ø
|  | Infoboks uden skabelon Denne artikel har en infoboks dannet af en tabel eller tilsvarende. |